# Jasumis Jasumi
Jasumis Jasumi (gr. Γιασουμής Γιασουμή, ur. 31 maja 1975 w Larnace) – cypryjski piłkarz grający na pozycji napastnika. W swojej karierze rozegrał 62 mecze w reprezentacji Cypru i strzelił w nich 7 goli.

## Kariera klubowa
Swoją karierę piłkarską Jasumi rozpoczął w klubie Enosis Neon Paralimni. W sezonie 1995/1996 zadebiutował w jego barwach w pierwszej lidze cypryjskiej. Występował w nim do końca sezonu 1997/1998. Latem 1998 przeszedł do APOEL-u Nikozja. W 1999 roku zdobył z APOEL-em Puchar Cypru. W APOEL-u spędził trzy sezony.
W 2001 roku Jasumi przeszedł do greckiego PAOK-u Saloniki, w którym występował wraz z rodakami: Panajotisem Engomitisem, Janisem Okasem, Aleksandrosem Garpozisem, Iliasem Charalambusem i Konstandinosem Charalambidisem. W PAOK-u grał do końca sezonu 2006/2007. W sezonie 2002/2003 wywalczył z nim Puchar Grecji.
W 2007 roku Jasumi wrócił na Cypr. W sezonie 2007/2008 grał w Arisie Limassol, a w sezonie 2008/2009 był zawodnikiem Ethnikosu Achna. Z kolei w sezonie 2009/2010 występował w AEK-u Larnaka, w którym zakończył swoją karierę.
| Sezon   | Klub                  | Kraj   | Rozgrywki                 | Mecze | Bramki |
| ------- | --------------------- | ------ | ------------------------- | ----- | ------ |
| 1995/96 | Enosis Neon Paralimni | Cypr   | Protathlima A’ Kategorias | 21    | 5      |
| 1996/97 | Enosis Neon Paralimni | Cypr   | Protathlima A’ Kategorias | 17    | 1      |
| 1997/98 | Enosis Neon Paralimni | Cypr   | Protathlima A’ Kategorias | 21    | 7      |
| 1998/99 | APOEL FC              | Cypr   | Protathlima A’ Kategorias | 20    | 11     |
| 1999/00 | APOEL FC              | Cypr   | Protathlima A’ Kategorias | 25    | 2      |
| 2000/01 | APOEL FC              | Cypr   | Protathlima A’ Kategorias | 25    | 14     |
| 2001/02 | PAOK FC               | Grecja | Super League              | 22    | 7      |
| 2002/03 | PAOK FC               | Grecja | Super League              | 22    | 8      |
| 2003/04 | PAOK FC               | Grecja | Super League              | 26    | 7      |
| 2004/05 | PAOK FC               | Grecja | Super League              | 19    | 0      |
| 2005/06 | PAOK FC               | Grecja | Super League              | 14    | 5      |
| 2006/07 | PAOK FC               | Grecja | Super League              | 14    | 1      |
| 2007/08 | Aris Limassol         | Cypr   | Protathlima A’ Kategorias | 24    | 3      |
| 2008/09 | Ethnikos Achna        | Cypr   | Protathlima A’ Kategorias | 21    | 11     |
| 2009/10 | AEK Larnaka           | Cypr   | Protathlima A’ Kategorias | 20    | 4      |

## Kariera reprezentacyjna
W reprezentacji Cypru Jasumi zadebiutował 8 września 1999 roku w przegranym 0:8 meczu eliminacji do Euro 2000 z Hiszpanią, rozegranym w Badajoz. W swojej karierze grał też w: eliminacjach do MŚ 2002, Euro 2004, MŚ 2006, Euro 2008 i MŚ 2010. Od 1999 do 2009 roku rozegrał w kadrze narodowej 62 mecze i strzelił w nich 7 goli.